# یواس‌اس ناشوا (وای‌تی‌بی-۷۷۴)
یواس‌اس ناشوا (وای‌تی‌بی-۷۷۴) (به انگلیسی: USS Nashua (YTB-774)) یک کشتی است که طول آن ۱۰۹ فوت (۳۳ متر) می‌باشد. این کشتی در سال ۱۹۶۵ ساخته شد.